# 粟裕回忆录

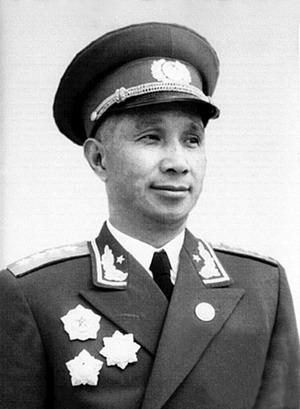
粟裕大将

《粟裕回忆录》原名《粟裕战争回忆录》，为中国人民解放军大将粟裕的遗著。粟裕在书中回忆了自己从出生到上海战役结束的生涯。其中关于淮海战役的部分，在1988年11月的第一版中并没有。2007年8月再版时，加入了由粟裕妻子楚青整理粟裕生前几次谈话的内容，成为一章《粟裕谈淮海战役》，作为附录放在书后，弥补了书中缺少的这一重要部分。

## 成书过程
书中主要部分由粟裕在其生前完成，主要通过粟裕口述，由粟裕的妻子楚青进行记录整理。1984年2月5日，粟裕去世，楚青向杨尚昆提出希望整理完成《粟裕回忆录》，得到杨尚昆的批准。杨尚昆同时批准原粟裕秘书朱楹作为专职干部参与回忆录的整理工作。后来，杨尚昆还为《粟裕回忆录》题了词。
同时，不少粟裕的老战友、老部下以及一些青年也关注回忆录的整理情况，有几位相关人员也加入进去共同进行整理工作。经过数年整理，1988年11月，回忆录以《粟裕战争回忆录》的书名首次出版，在这一版回忆录中，粟裕回忆了自己从出生到上海战役结束的生涯，中间独独缺失了关于淮海战役的部分，引起不少猜测。2007年8月，回忆录再版，改名《粟裕回忆录》，在这一版中，加入了由楚青整理粟裕生前几次谈话的内容，成为一章《粟裕谈淮海战役》，作为附录放在书后，弥补了书中缺少的这一重要部分。

## 书籍概况
2007年版《粟裕回忆录》，粟裕 著，解放军出版社，ISBN 978-7-5065-5426-8，全书正文共分十九章，同时在正文之前有再版说明，在正文之后有编后记、附录和再版附言。
- 再版说明

- 第一章 从枫木树脚谈起
  - 长工阿佗
  - 开蒙
  - 出走
  - 进入省立第二师范
  - 参加学潮
  - 投笔从戎

- 第二章 南昌起义前后片段
  - 教导队生活
  - 参加起义
  - 南下广东

- 第三章 激流归大海
  - 正确的决策
  - 真正的英雄
  - 大庾整编
  - 上山打游击
  - 湘南起义
  - 井冈山会师

- 第四章 在井冈山和中央根据地
  - 学习毛泽东建军思想
  - 学习建设根据地
  - 在战争中学习战争
  - 在战略转移中
  - 在反“围剿”斗争中
  - 经受了王明“左”倾错误的反面教育

- 第五章 红军北上抗日先遣队
  - 抗日先遣队的组成
  - 从瑞金出发到攻打福州
  - 转战闽东闽北
  - 挺进浙西
  - 活动于皖赣边
  - 到达闽浙赣和组成红十军团
  - 谭家桥战斗
  - 怀玉山失败
  - 历史的教训

- 第六章 浙南三年游击战争
  - 挺进浙西南
  - 创建浙西南游击根据地
  - 第一次反“围剿”
  - 浙南党内的一些分歧
  - 第二个发展时期
  - 第二次反“围剿”
  - 迎接抗日高潮

- 第七章 挺进苏北与黄桥决战
  - 江南新四军挺进苏北
  - 全力对付韩德勤
  - 建立以黄桥为中心的根据地
  - 决战黄桥，一举解决苏北问题

- 第八章 苏中抗日斗争
  - 苏中的战略地位和战略任务
  - 工作重心由城镇都乡村的转变
  - 根据地基本区的争夺
  - 坚持武装斗争，坚持原地斗争
  - 冲破黎明前的黑暗
  - 领导重心的再次转移

- 第九章 向苏浙敌后发展与天目山战役
  - 新的形势和任务
  - 渡江南进，胜利会师
  - 周密筹划
  - 轻取孝丰
  - 巧夺天目
  - 诱敌深入，连歼顽军
  - 大举反攻

- 第十章 苏中战役
  - 山雨欲来
  - 现在内线打几个胜仗
  - 选择苏中解放区前部地区作战
  - 首战宣泰
  - 再胜如南
  - 三战海安
  - 奇袭李堡
  - 进一步明确了作战方针
  - 钻到敌人肚子里去打
  - 攻黄救邵，七战七捷

- 第十一章 苏中战役后的华中战局和苏北战役
  - 华中野战军主力由苏中转移
  - 主动放弃两淮
  - 决心在淮海打一个大歼灭战
  - 集中兵力，打敌一路
  - 整编第六十九师全军覆没
  - 华东战局的一个转折

- 第十二章 鲁南大捷
  - 以新的作战胜利实现战略意图
  - 选择打击目标
  - 紧张的战前准备
  - 歼敌第二十六师和快速纵队
  - 歼敌第五十一师

- 第十三章 示形于鲁南，决胜于鲁中
  - 战前的敌我态势
  - 抓住战役间隙休整
  - 果断改变战役决心
  - 迅速挥师北上
  - 敌变我变
  - 战役获得全胜

- 第十四章 英雄孟良崮
  - 强敌云集，发动重点进攻
  - 耍龙灯，创造战机
  - 割歼强敌的决心和部署
  - 喜见贼师精锐尽

- 第十五章 华东野战军外线出击和沙土集战役
  - 一九四七年的“七月分兵”
  - 向鲁西南挺进
  - 沙土集作战方案的预想
  - 战役经过及主要经验

- 第十六章 豫东之战
  - 集中兵力，大战中原
  - 审时度势创战机
  - 取开封，攻敌必救
  - 再歼援敌
  - 胜利转移

- 第十七章 济南战役
  - 中央军委攻打济南的作战方针
  - 攻济打援的具体部署
  - 攻占济南外围防御地带
  - 打到济南府，活捉王耀武
  - 争取更大胜利

- 第十八章 第三野战军在渡江战役中
  - 渡江计划的演变
  - 战役前的形势
  - 打过长江去
  - 围歼逃敌于郎溪、广德地区
  - 钳击吴淞，解放上海

- 第十九章 真正的铜墙铁壁
  - 人民是父母
  - 一切为了前线
  - 不竭之源
  - 英雄的山东民兵
  - 浩浩荡荡的支前大军

- 编后记 楚青

- 附录 粟裕谈淮海战役 楚青

- 再版附言 楚青